# لورا لوف
لورا لوف (بالإنجليزية: Laura Love)‏ هي ملحنة ومغنية مؤلفة ومغنية وكاتبة غنائية أمريكية، ولدت في 1960 في لنكن في الولايات المتحدة.

## وصلات خارجية
- لورا لوف على موقع ميوزك برينز (الإنجليزية)
- لورا لوف على موقع أول ميوزيك (الإنجليزية)
- لورا لوف على موقع ديسكوغز (الإنجليزية)